# Antun Partlec
Antun Partlec (Koprivnica, 1661. – Varaždin, oko 1702. ). 
Osnovno školovanje završio u rodnom gradu. Franjevac je postao 1679. Studirao na filozofskom učilištu u Varaždinu (1682. – 1684. ) i na bogoslovnoj školi Generalnog učilišta drugog razreda u Zagrebu (1684. – 1687.). Bio je vrstan organizator pa mu je kao vrlo mladom povjerena služba gvardijana u Varaždinu (1690. – 1691. ), Krapini (1691. – 1693. ) i Zagrebu (1694. – 1695. ). Nakon toga je preuzeo dužnost tajnika koju je obnašao kod dvojice provincijala: Alekse Buzjakovića i Maksimilijana Klarića Predavao je na filozofskome učilištu u Varaždinu (1689. – 1691. ) i na Generalnom učilištu u Zagrebu (1698. – 1699. ). Godine 1699. postao je provincijal franjevačke provincije Sv. Ladislava, a tu je vrlo odgovornu službu vršio do smrti.